# Инсолера, Эмилио
Эмилио Инсолера (исп. Emilio Insolera; род. 29 января 1979) — актёр и продюсер, наиболее известный по фильму «Ген жестов: Первые глухие супергерои».

## Ранние годы
Инсолера родился глухим в итальянской семье глухих родителей в Буэнос-Айресе, Аргентина, и вырос в Италии и США. У него есть старший брат, Умберто, тоже глухой. Будучи стипендиатом программы Фулбрайта и Роберто Вирта, он получил степень бакалавра в области лингвистики и кино в Галлодетском университете, Вашингтон, округ Колумбия, единственном в мире гуманитарном колледже для глухих, и степень магистра в области массовой коммуникации с отличием, в римском университете Сапиенца. Инсолера свободно говорит и читает по губам, хотя родным языком для него является язык жестов. После окончания учёбы, Инсолера обосновался в Нью-Йорке и работал в Time Out, ELLE и MTV.

## Карьера

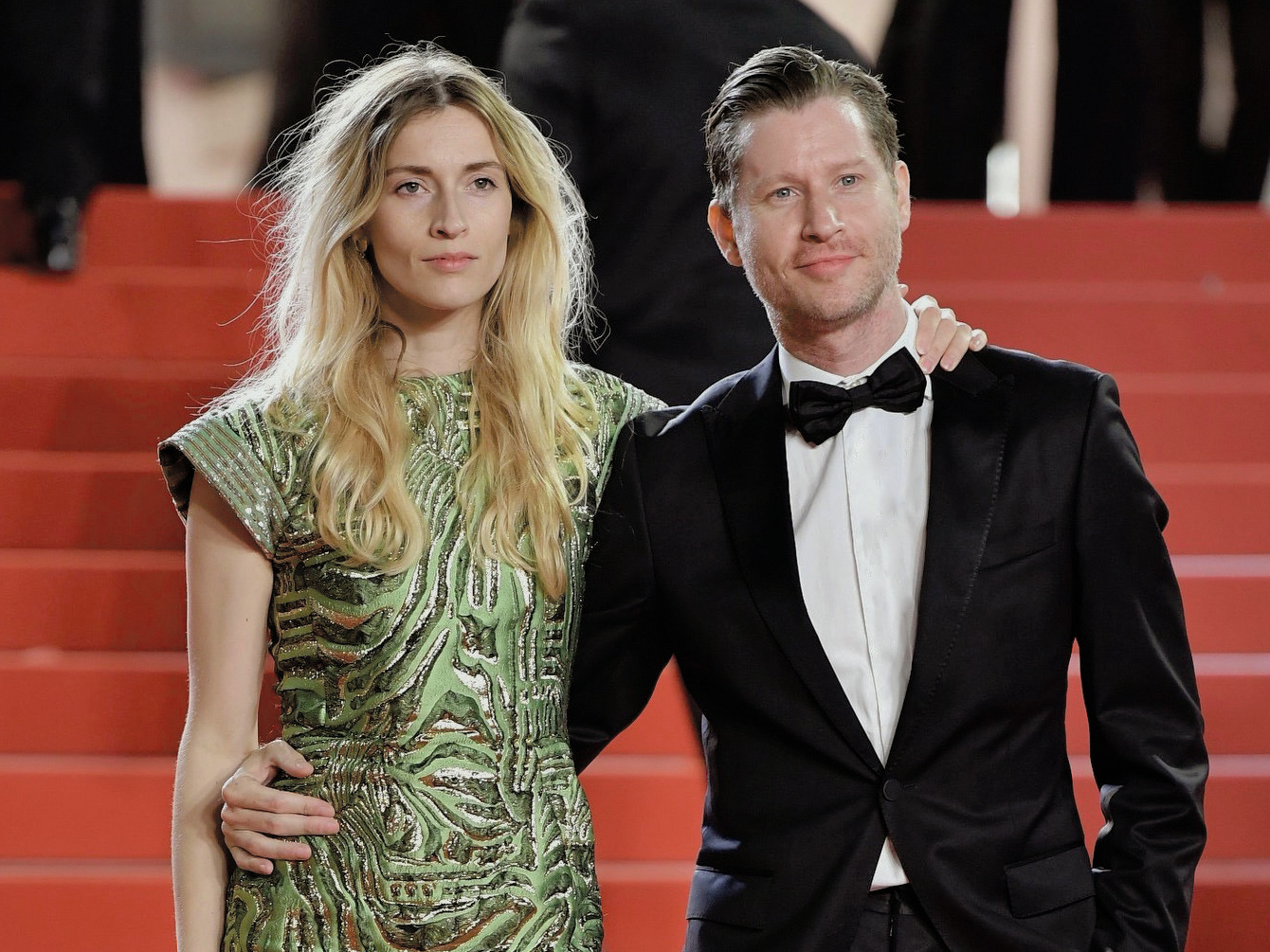
Карола Инсолера и Эмилио Инсолера (2018)

Инсолера стал сценаристом, режиссёром и продюсером полнометражного супергеройского фильма «Ген жестов: Первые глухие супергерои». Фильм, снятый в Японии, США и Италии, рассказывает о глухих супергероях, которые могут проявлять сверхчеловеческие способности с помощью языка жестов. Первоначально фильм задумывался как короткометражный, но вызвал большой интерес и многие люди вызвались принять в нём участие, поэтому Инсолера, осознав, что у него есть возможность для крупного формата, переписал сценарий в полнометражный. Кастинг проходил в форме непосредственного общения: Инсолера искал тех, кто свободно владел языком жестов.
Мировая премьера фильма состоялась 8 сентября 2017 года в Милане, его также показали в кинотеатрах UCI Cinemas 14 сентября 2017 года. Премьера в США состоялась 13 апреля 2018 года, в Японии — 14 сентября 2018 года. Фильм также был представлен в итальянском павильоне отеля Barriere Le Majestic во время 71-го Каннского кинофестиваля.
«Ген жестов» получил положительные отзывы критиков. В Los Angeles Times Майкл Рехтшаффен описывает «свежий, уникальный голос для кинематографии» как «быстро развивающееся попурри архивных кадров в сочетании с языком жестов и стробоскопическими последовательностями действий, исполняемыми глухим актерским составом, с видеоэффектами, имитирующими зернистую, поцарапанную пленку, и тем вышеупомянутым всеохватывающим звуковым миксом, который в конечном результате оказывается столь же невероятно изобретательным, как и расширяющим возможности». В газете Avvenire отмечено, что фильм «в основном понравится подрастающему поколению, привыкшему к быстрому и психоделическому языку видеоигр или японских мультфильмов». В ASVOFA Джорджия Кантарини пишет, что история запутана и «очень увлекательна. Звуки играют неожиданно важную роль, время от времени полностью захватывая того, кто смотрит фильм. Все происходит очень быстро и поражает вас живой энергией». В газете Corriere della Sera Микела Тригари называет «Ген жестов» «экспериментальным фильмом», который с помощью научной фантастики захватывает воображение и «открывает то, что невидимо для глаз».
Фотография Инсолеры появилась на обложке ноябрьского номера Tokyo Weekender 2018 года, сделанная всемирно известным фотографом Лесли Ки. В том же месяце Инсолера был представлен на главном плакате 20-й юбилейной фотовыставки Лесли Ки «МЫ — ЛЮБОВЬ» в Токио. В январе 2019 года Инсолера был представлен в модной публикации на полных тринадцати страницах в пятом номере Vanity Fair вместе с Каролой Инсолерой. C января 2019 года Инсолера сотрудничает с Striscia la notizia, итальянской сатирической телевизионной программой. Striscia la notizia была признана самой популярной телевизионной программой весеннего сезона 2019 по версии Auditel.
В сентябре 2019 года было объявлено, что Инсолера сыграет персонажа по имени Хакер в шпионском фильме Саймона Кинберга «355» с Джессикой Честейн, Пенелопой Круз, Фань Бинбин, Лупитой Нионго, Дианой Крюгер, Себастианом Стэном и Эдгаром Рамиресом в главных ролях.

### Общественная деятельность
Инсолера сотрудничал с LisMedia и Фондом Глухих Мейсона Перкинса для реализации различных медиа-ресурсов на языке жестов. Инсолера также выпустил первый итальянский словарь языка жестов в формате видео.

## Личная жизнь
Инсолера находится в отношениях с норвежской моделью Каролой Инсолерой.